# Vesterland
Vesterland (tysk Westerland frisisk Weesterlön) er hovedbyen på vesterhavsøen Sild i Nordfrisland i det nordvestlige Sydslesvig. Administrativt hører landsbyen under Sild Kommune i Nordfrislands kreds i den tyske delstat Slesvig-Holsten. Vesterland er sogneby i Vesterland Sogn. I den danske tid indtil 1864 lå sognet i Landskabet Sild (Utlande og senere Tønder Amt). Byen er med over 9000 indbyggere hovedbyen på øen Sild og indenfor den i 2009 nyskabte Sild Kommune.
Vesterland er første gang nævnt 1462. Stednavnet forklares ved byens beliggenhed vestligst på øen. Byen blev i 1400-tallet grundlagt af overlevende fra den forhenværende by Ejdum (Eidum), som sank i havet ved den store stormflod i 1436. I 1905 fik Vesterland købstadsrettigheder. Byen kan geografisk inddeles i Nørre Hedig, Vester Hedig, Øster Hedig og Sønderende.
Byen er nu stærkt præget af turisme. Allerede i 1855 fik Vesterland badekoncession, og i 1859 kunne byen modtage omtrent 470 badegæster. Trods de vanskelige tilrejseforhold var dette tal i 1911 steget til 30.000 badegæster om året. Hindenbugdæmningens indvielse i 1927 gjorde rejsen betydeligt lettere.
Fra Vesterland kører persontog til Husum og videre til Hamborg. Dertil kommer et biltog, som drives af selskabet Sylt Shuttle. Biltoget kører mellem Nibøl og Vesterland. Overfarten tager ca. 40 minutter, og passagererne sidder undervejs i deres biler. 
Vesterland danner centrum for øens danske mindretal med både en dansk skole og Vesterland danske Kirke.
Vesterland har en kirkegård for navnløse sømænd.
I 1840 havde Vesterland 418 indbyggere, i 1850 450 indbyggere, i 1860 501 indbyggere og i 1867 507 indbyggere.